# Auditorium de Verdun
L'auditorium de Verdun est un aréna situé sur le boulevard LaSalle dans l'arrondissement Verdun (à Montréal). Depuis 2008, c'était le domicile du Junior de Montréal de la Ligue de hockey junior majeur du Québec. L'auditorium reçoit aussi des événements culturels et de loisirs. Il compte 4 043 places assises et d'une capacité maximale de 5 212 places, c'est le troisième plus grand aréna de l'île de Montréal, derrière le Centre Bell et l'Aréna Maurice-Richard.

## Histoire
Inauguré en 1938, ce n'est qu'à partir de 1946 que l'auditorium ouvre ses portes au hockey. Il est l'un des plus anciens arénas actifs au Canada. Avant 1946, il a été loué aux autorités militaires; on y a tenu entre autres des cérémonies d'honneur dont celle du pilote de l'Aviation royale canadienne, le Verdunois George Frederick Beurling, en 1942.

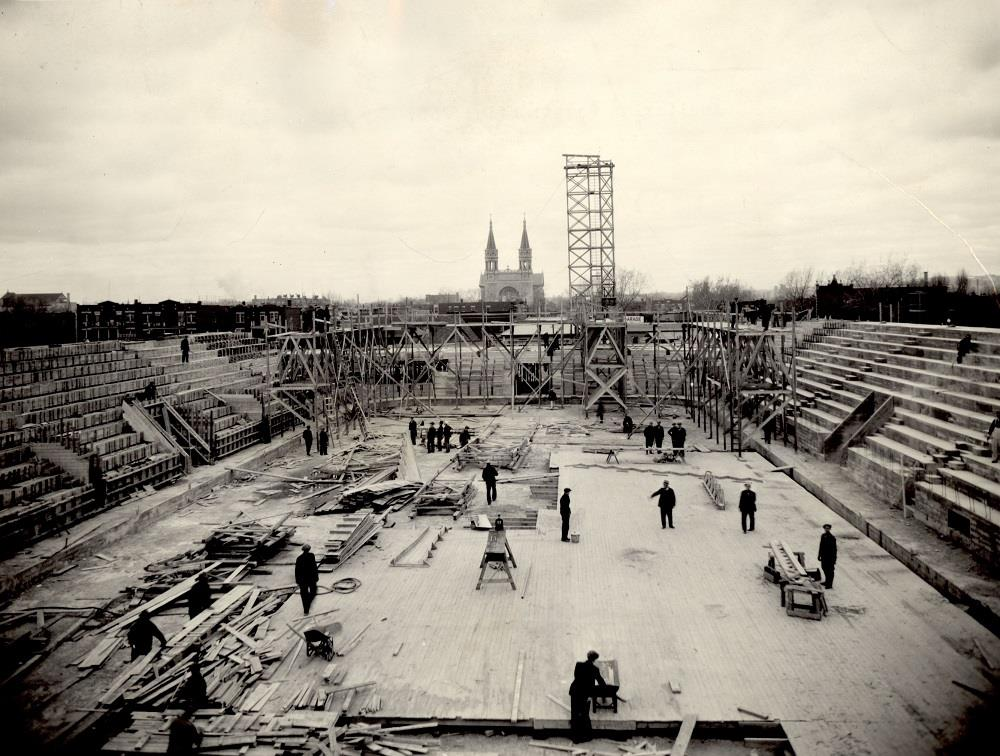
Construction
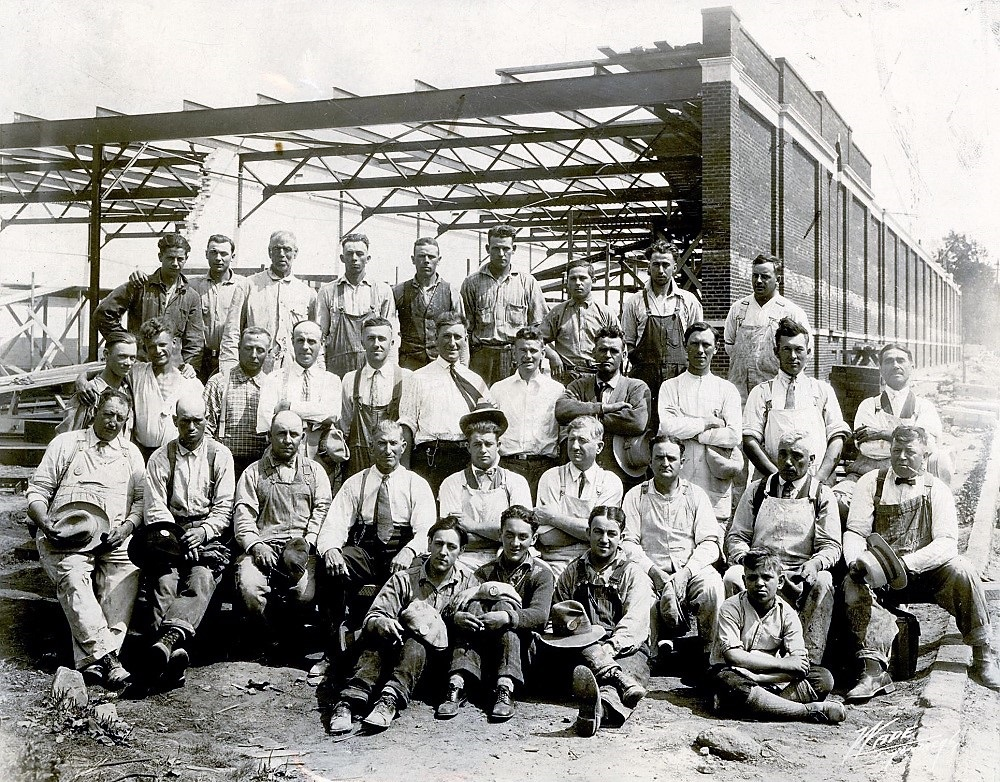
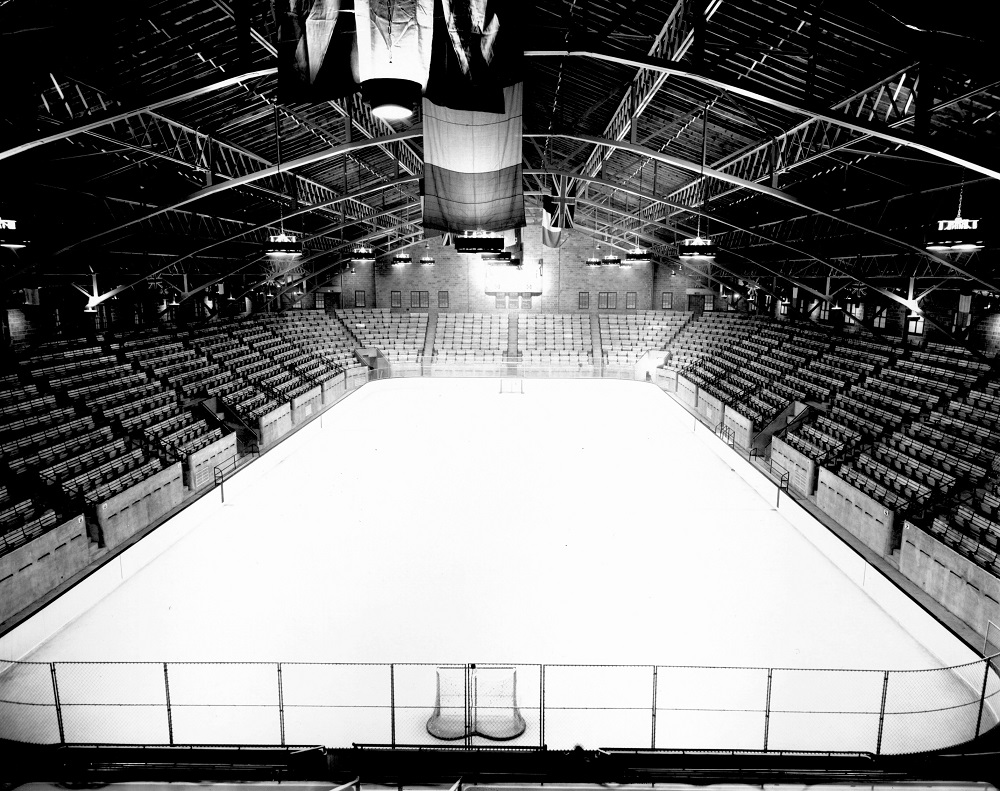
décembre 1939

Cet aréna fut aussi le domicile des Lions du Lac Saint-Louis de la Ligue de hockey midget AAA et précédemment de formations de la Ligue de hockey junior majeur du Québec : les Éperviers de Verdun, le Junior de Verdun, les Canadiens junior de Verdun et le Collège français de Verdun.
L’amphithéâtre accueillit le tournoi de la coupe Memorial en 1979.
Le 22 janvier 2008, la LHJMQ a annoncé le retour du hockey à l'Auditorium de Verdun. Les Fog Devils de Saint-Jean à Terre-Neuve-et-Labrador déménageront au terme de la saison 2007-08, à Montréal, arrondissement Verdun. Les assistances étant trop basses au Mile One Stadium, les coûts de transport (les Fog Devils doivent non seulement défrayer leurs propres transports aériens, mais également payer ceux des équipes qui les visitent) et des déficits de plus de 700 000$ auront eu raison de l'aventure de la LHJMQ dans la province insulaire.
En 2010 et 2011, l'Auditorium de Verdun a été l'hôte des matchs locaux de l'équipe montréalaise lors de La Série Montréal-Québec et c'est toujours sur cette même patinoire que l'équipe locale est défaite contre la formation de la vieille capitale qui remportait les deux éditions de cette série de télé-réalité sur le hockey.
En 2020, l'extérieur art déco est restauré et l'aréna Denis-Savard adjacente est démolie et reconstruite par les architectes FABG. Ce travail reçoit un Grand prix de l’Opération patrimoine Montréal en 2022.
|  |

## Événements importants
culturels
- 10 juillet 2023 : Foo Fighters
- 22 juin 2004 : The Darkness[7]
- 25 novembre 2003 : Deftones[7]
- 6 juillet 2003 : Foo Fighters[7]
- 23 avril 2003 : Good Charlotte, Less than Jake, New Found Glory[7]
- 17 octobre 2000 : Bad Religion[8]
- 17 septembre 1996 : Backstreet Boys[9]
- 7 août 1996 : rage against the machine
- 26 avril 1996 : Bob Dylan[10]
- 9 février 1996 : Iron Maiden
- 4 mars 1995 : Pantera[11]
- 28 novembre 1995 : White Zombie et Ramones[12]
- 11 octobre 1995 :  Ozzy Osbourne
- 30 novembre 1994 Die Toten Hosen
- 15 mars 1994 : Sepultura
- 2 novembre 1993 : Nirvana[13]
- 19 août 1993 : Pearl Jam[14]
- 15 novembre 1992 : Megadeth[15] et Suicidal Tendencies
- 18 janvier 1992 : Ozzy Osbourne
- 14 novembre 1988 : Slayer, Motörhead et Overkill
- 3 décembre 1986 : Metallica[16]
- 18 octobre 1986 : a-ha[17]
- 9 juin 1984 : Mötley Crüe[18]
- 26 octobre 1982 : Judas Priest
- 26 juin 1982 : Iron Maiden
- 12 Juin 1982 : Rainbow (Scorpions, première partie)

sportifs
- 31 octobre 1978 : Fernand Marcotte affronte Eddie Melo lors du premier de trois combats entre les deux hommes.
- 13 février 2011 : Jean Béliveau remet la coupe à David Lessard lors du 4e match de la série télévisée Montréal-Québec.
- 13 janvier 2024 : Le premier match à domicile de l'histoire de l'équipe de Montréal de la Ligue professionnelle de hockey féminin (LPHF)[19].

autres
- 17 mars 2013 : Élection du chef du Parti libéral du Québec.
- 29 décembre 2007 : mariage de Jacques Rougeau, lutteur québécois[20]
- 24 octobre 1995 : rassemblement du camp du Non du Référendum sur la souveraineté[21]
- 25 octobre 1995 : Lucien Bouchard se présente devant 10 000 sympathisants du camp du OUI, juste avant le référendum.
- 1989 : tournage de Lance et Compte 3, qui représentera les patinoires des équipes adverses du National de Québec.